# 튀르키예 국철

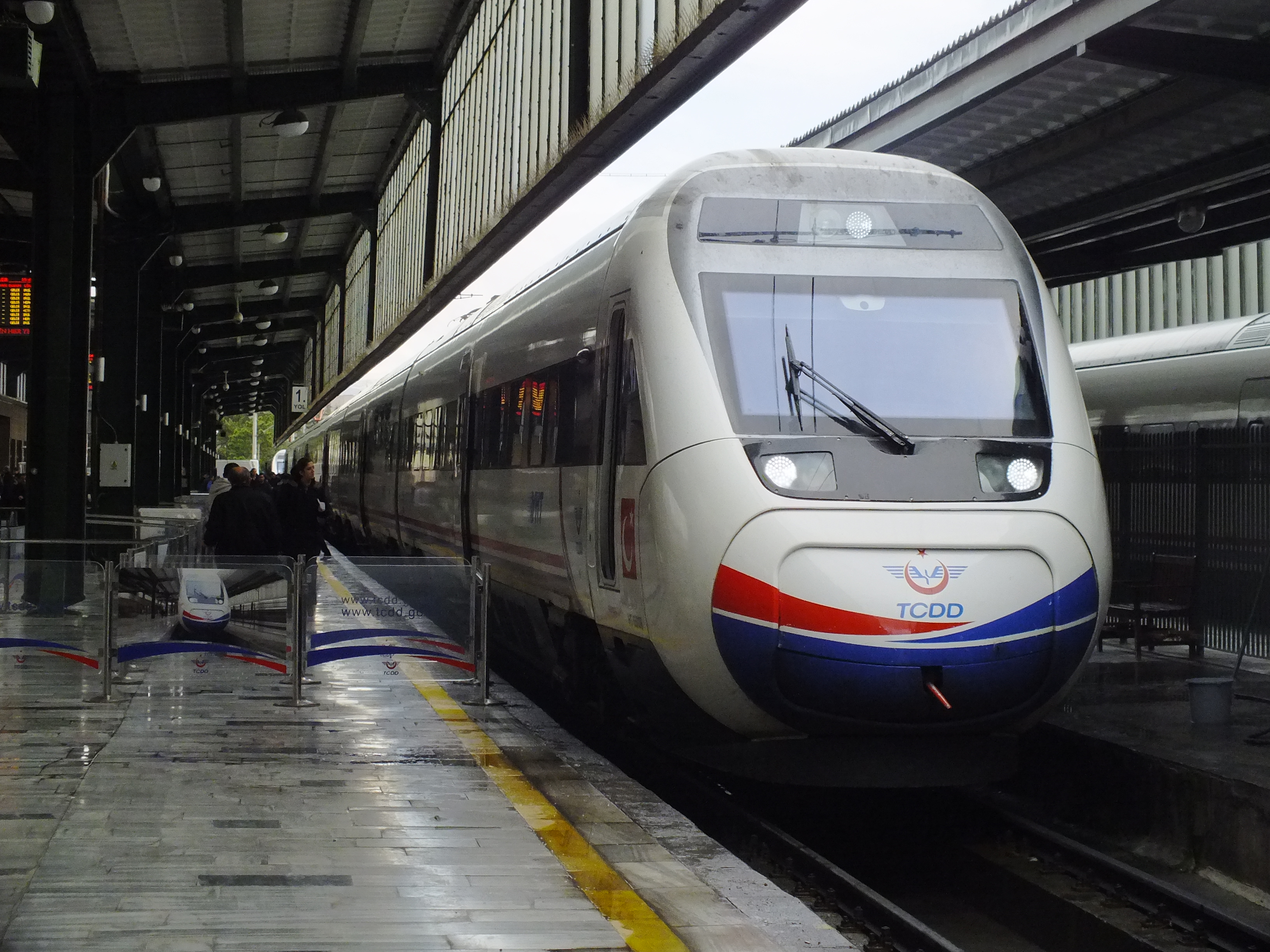

튀르키예 국유철도(튀르키예어: Türkiye Cumhuriyeti Devlet Demiryolları, TCDD)는 튀르키예의 공공 철도 시스템을 운영하는 국영철도이다. 1927년에 설립된 오스만 제국 붕괴 후 튀르키예 국내에 남아있는 사영 기업에 의해 운영되고 있던 철도를 인수했다.

## 같이 보기
- 터키항공
- 튀르키예의 교통